# Henri Bayard
Pour les articles homonymes, voir Bayard.
Henri Bayard, né le 13 septembre 1927 à Veauche (Loire) et mort le 3 mai 2017 à Veauche (Loire) est un homme politique français.

## Biographie
Henri Bayard est né à Veauche en 1927. En 1951, il est embauché à la verrerie, où son père travaillait déjà. D'abord ouvrier, il gravira un à un les échelons et finira sa carrière comme chef de service en 1976.
Il est élu conseiller municipal à Veauche en 1959 puis premier adjoint. À la suite du décès d’Émile Pelletier, il est élu maire et conseiller général en 1971. Il le reste jusqu’en 1995. Il devient député de la Loire en 1976, à la suite du décès de Michel Jacquet dont il était le suppléant. Il sera réélu en 1978, 1981, 1986 et 1988. Il est également vice-président du conseil général de la Loire pendant plus de 20 ans.

## Distinctions
- Chevalier de la Légion d'honneur
- Chevalier de l'ordre des Palmes académiques
- Chevalier de l'ordre du Mérite agricole

## Détail des fonctions et des mandats
Mandats locaux
- 1972 - 1977 : Maire de Veauche
- 1977 - 1983 : Maire de Veauche
- 1983 - 1989 : Maire de Veauche
- 1989 - 1995 : Maire de Veauche
- 1972 - 1976 : Conseiller général du canton de Saint-Galmier
- 1976 - 1982 : Conseiller général du canton de Saint-Galmier
- 1982 - 1988 : Conseiller général du canton de Saint-Galmier
- 1988 - 1994 : Conseiller général du canton de Saint-Galmier

Mandats parlementaires
- 10 avril 1976 - 2 avril 1978 : Député de la 7e circonscription de la Loire
- 19 mars 1978 - 22 mai 1981 : Député de la 7e circonscription de la Loire
- 14 juin 1981 - 1er avril 1986 : Député de la 7e circonscription de la Loire
- 16 mars 1986 - 14 mai 1988 : Député de la Loire
- 12 juin 1988 - 1er avril 1993 : Député de la 7e circonscription de la Loire